# Хаксли (Ајова)
Хаксли (енгл. Huxley) град је у америчкој савезној држави Ајова. По попису становништва из 2010. у њему је живело 3.317 становника.

## Демографија
Према попису становништва из 2010. у граду је живело 3.317 становника, што је 1.001 (43,2%) становника више него 2000. године.
| Група             | 2000.         | 2010.         |
| Белци             | 2.241 (96,8%) | 3.137 (94,6%) |
| Афроамериканци    | 5 (0,2%)      | 33 (1,0%)     |
| Азијати           | 13 (0,6%)     | 16 (0,5%)     |
| Хиспаноамериканци | 30 (1,3%)     | 73 (2,2%)     |
| Укупно            | 2.316         | 3.317         |